# Oldřich Mikula
Oldřich Mikula (28. července 1908 Kunčičky, Slezská Ostrava – 1978 Rouchovany) byl český voják.

## Biografie
Oldřich Mikula se narodil v roce 1908 ve Slezské Ostravě, v rodině kupce Valentina Mikuly a jeho manželky Terezie, rozené Kadzierové.  Byl nejmladší z šesti dětí. V roce 1924 nastoupil do někdejší Vojenské hudební školy v Praze (pozdější Vojenská hudební škola Víta Nejedlého a Vojenská konzervatoř), kde studoval hru na heligon a kontrabas. Studium ukončil v roce 1926 a byl převeden pod vojenskou hudbu do útvaru na Slovensku. V roce 1931 se v Trenčíně oženil s Annou Fingerhutovou.
Roku 1939 však od svého vojenského útvaru odešel přes Polsko do Francie, kde vstoupil do cizinecké legie. Později byl z legie propuštěn a v Agde nastoupil do československé armády. Později se dostal i do Velké Británie, kde pokračoval v armádě jako sanitář. Následně bojoval u Dunkerku.
Po skončení druhé světové války pokračoval v činnosti v armádě (v roce 1945 jako rotmistr hudebník z povolání) až do odchodu do důchodu roku 1964. Poté žil v Rouchovanech, kde také roku 1978 zemřel.